# Hans-Christoph Seebohm
Hans-Christoph Seebohm (ur. 4 sierpnia 1903 w Emanuelssegen, zm. 17 września 1967 w Bonn) – niemiecki polityk, działacz Deutsche Partei (DP), a następnie Unii Chrześcijańsko-Demokratycznej (CDU), poseł do Bundestagu, minister transportu (1949–1966) i wicekanclerz RFN (1966).
Był najdłużej nieprzerwanie urzędującym ministrem federalnym w historii RFN.

## Życiorys
Urodził się na Górnym Śląsku, w dzielnicy Katowic, Murckach, jako syn Kurta Seebohma i jego żony Idy. Dorastał jednak w Sudetach, gdzie jego przodkowie od dziesięcioleci zajmowali się górnictwem. Z rodzinnej miejscowości Königswerth, rodzice Seebohma zostali przymusowo wysiedleni w 1945. W latach 1915–1921, uczęszczał do König-Georg-Gymnasium w Dreźnie. Następnie ukończył górnictwo na Uniwersytecie w Monachium, na Uniwersytecie Technicznym w Berlinie obronił doktorat. 
Pracował w branży górniczej będąc w latach 1933–1938 m.in. dyrektorem górnośląskich kopalń węgla kamiennego w Gliwicach-Sośnicy i Miechowicach. W 1939 pełnił funkcję dyrektora w Zakładach Hohenlohego. Od 1940 do 1949 był dyrektorem zarządzającym Deilmann Bergbau GmbH w Dortmundzie. 
Od 1946 do 1951 był deputowanym do Landtagu Dolnej Saksonii. W 1947 został prezesem Izby Przemysłowo-Handlowa w Brunszwiku. W 1949 roku został wybrany również do Bundestagu, pełniąc mandat przez kolejne kadencje do śmierci w 1967 roku. Pełnił funkcję ministra transportu w rządach Konrada Adenauera i Ludwiga Erharda. Podczas siedemnastu lat urzędowania doprowadził do zbudowania ponad 1400 km autostrad, szerokiej elektryfikacji kolei oraz odbudowy niemieckiej floty handlowej utworzenia linii lotniczych Lufthansy. Był jednym ze współzałożycieli Europejskiej Konferencji Ministrów Transportu. Odegrał decydującą rolę w kształtowaniu wspólnych europejskich przepisów ruchu drogowego.
Był silnie zaangażowany w działania Ziomkostwa Sudeckoniemieckiego, którego od 1959 roku był rzecznikiem. Na zjazdach ziomkowskich domagał się "wyzwolenia Europy wschodniej" oraz zwrotu Niemcom sudeckim "zrabowanych obszarów ojczystych", jednak bez przesunięć nowych granic. W 1964 na zjeździe w Norymberdze oświadczył, że "tereny ojczyste Niemców sudeckich, dopóki się z nich nie zrezygnuje, pozostają z mocy prawa obszarem niemieckim". Za tę wypowiedź został skrytykowany przez kanclerza Erharda. Jednocześnie opowiadał się za zacieśnieniem współpracy z państwami Europy Wschodniej.
Był żonaty z Elisabeth Triebel. Miał dwójkę dzieci.
Zmarł nagle w wieku 64 lat w wyniku komplikacji po operacji pęcherzyka żółciowego w szpitalu w Bonn. Pochowany na cmentarzu w Bad Pyrmont.

## Źródła
- https://www.kas.de/web/geschichte-der-cdu/personen/biogramm-detail/-/content/hans-christoph-seebohm1